# دستیار رئیس‌جمهور ایران
دستیار رئیس‌جمهور یا دستیار ویژه رئیس‌جمهور اصطلاحی است که به برخی مشاوران رئیس‌جمهور ایران اطلاق می‌شود.

دستیاران رئیس‌جمهور گاهی پس از برکناری از مقامی چون معاونت یا وزارت، برای ادامه یافتن همکاری به عنوان دستیار انتخاب می‌شوند.

در ۲۳ تیرماه ۱۳۹۵ حسن روحانی (رئیس‌جمهور ایران) الهام امین زاده را از مقام معاونت حقوقی خود برکنار کرده و او را به عنوان دستیار خود در امور حقوق شهروندی منصوب کرد.
همچنین در دولت احمدی نژاد، پس از ادغام وزارتخانه‌های صنایع و معادن و بازرگانی، وزیر سابق صنایع و معادن (علی اکبر محرابیان) دستیار ویژه رئیس‌جمهور شد.

## دستیارانمسعود پزشکیان(رئیس‌جمهور فعلی ایران)
- دستیار اجتماعی رئیس‌جمهور (علی ربیعی)[۴]
- دستیار در پیگیری طرح‌های خاص (محمد نوری)
- دستیار ویژه در امور پدافند غیرعامل کشور (غلامرضا جلالی)
- دستیار ویژه رئیس‌جمهور و رئیس شورای امور اقوام، ادیان و مذاهب (سید محمود علوی)

## دستیارانسید ابراهیم رئیسی(رئیس‌جمهور پیشین ایران)
- دستیار اقتصادی (فرهاد رهبر)
- دستیار در امر مردمی‌سازی دولت (سید احمد عبودتیان)
- دستیار در پیگیری حقوق و آزادی‌های اجتماعی (سکینه سادات پاد)
- دستیار (محمود عسکری آزاد)

## دستیارانحسن روحانی(رئیس‌جمهور پیشین ایران)
- دستیار ارتباطات اجتماعی (علی ربیعی)
- دستیار در امور اجرایی (حسین فریدون)[۵][۶][۷]
- دستیار در امور اقوام و اقلیت‌های دینی و مذهبی (علی یونسی)[۸][۹][۱۰][۱۱]
- دستیار در امور حقوق شهروندی (الهام امین‌زاده ← شهیندخت مولاوردی)[۱۲]

## دستیارانمحمود احمدی‌نژاد(رئیس جمهور پیشین ایران)
- دستیار ارشد (سید مجتبی ثمره هاشمی)[۱۳][۱۴]
- دستیار در سازماندهی نیروی انسانی (عبدالرضا شیخ‌الاسلامی)
- دستیار و رئیس ستاد طرح مهر ماندگار (علی‌اکبر محرابیان)[۱۵][۱۶]